# Millennium Challenge Account
Der Millennium Challenge Account (MCA) ist ein im Jahr 2004 von der US-amerikanischen Regierung gegründeter Entwicklungshilfefonds. Der Fonds zeichnet sich aus durch strenge Vergabebedingungen, eine unbürokratische Mittelvergabe, durch einen transparenten Vergabeprozess, eine stärkere Einbindung der Empfängerländer in die Verwendung der Mittel sowie durch eine weitgehende Unabhängigkeit von politischen Einflüssen. Um Unabhängigkeit sowie einen unbürokratischen Vergabeprozess zu gewährleisten, werden die Mittel von einer eigens zu diesem Zweck gegründeten, unabhängigen Organisation verwaltet, der Millennium Challenge Corporation (MCC). Der Chief Executive Officer der MCC wird vom US-Senat bestimmt. Vorsitzender des MCC-Direktoriums ist der Außenminister der USA (seit 2017 Rex Tillerson). Im Vorstand ebenfalls vertreten sind der Leiter der US Agency for International Development (USAID) und der Schatzmeister der Bundesregierung. 
Ursprünglich sollte der Fonds mit fünf Milliarden US-Dollar ausgestattet werden, was eine Erhöhung der amerikanischen Ausgaben für Entwicklungshilfe um etwa 50 % (bzw. der globalen Entwicklungshilfe um 9 %) bedeutet hätte. Bis heute bewilligte der Kongress 2,48 Milliarden US-Dollar.
Bis heute hat der MCA insgesamt 17 Länder für anspruchsberechtigt erklärt und vier Verträge mit anspruchsberechtigten Entwicklungsländern (Kap Verde, Honduras, Nicaragua, Madagaskar) über insgesamt etwa 600 Millionen US-Dollar geschlossen. 

## Motive
Die Gründung des MCA verfolgt verschiedene Zielsetzungen seitens der Regierung von Präsident George W. Bush. Entscheidend ist hier die seit Jahren wachsende Kritik an gängigen Entwicklungshilfeprogrammen insbesondere von konservativer Seite. Kritisiert werden ausbleibende Entwicklungserfolge der Entwicklungsländer, die insbesondere durch die zu geringe Beachtung ökonomischer Rahmenbedingungen bei der Mittelvergabe, mangelnder Reformbereitschaft der Empfängerländer sowie zu geringe Effizienzorientierung der Entwicklungsprogramme entstünden.
Ausschlaggebend für die Gründung des MCA waren die Terroranschläge vom 11. September 2001. Der MCA fand erstmals Eingang in die National Security Strategy (NSS) der USA aus dem Jahr 2002. Der MCA soll demnach helfen, Armut und Instabilität in Entwicklungsländern zu verringern, die als einer der wichtigsten Gründe für den internationalen Terrorismus angesehen werden.

## Qualifikation
Anspruchsberechtigt für den MCA sind low income countries mit einem jährlichen Durchschnittseinkommen von weniger als 1465 US-Dollar. Ab 2006 werden auch lower middle income countries mit einem durchschnittlichen Pro-Kopf-Einkommen zwischen 1465 US-Dollar und 3035 US-Dollar gefördert. 
Für die Auswahl der anspruchsberechtigten Länder werden 16 öffentlich zugängliche Indikatoren verwendet, die in drei Kategorien unterteilt wurden: 
1. Ruling Justly
1. Control of Corruption
2. Rule of Law
3. Voice and Accountability
4. Government Effectiveness
5. Civil Liberties
6. Political Rights
2. Investing in People
7. Immunization Rate
8. Primary Education Completion Rate
9. Public Primary Education Spending/GDP
10. Public Expenditure on Health/GDP
3. Economic Freedom
11. Country Credit Rating
12. Inflation
13. Regulatory Quality
14. Budget Deficit/GDP
15. Trade Policy
16. Days to start a Business
Um sich für MCA-Mittel zu qualifizieren, muss ein Kandidatenland bei mindestens der Hälfte der Indikatoren in jeder Kategorie über dem Median liegen. Der Median für Korruption ist dabei besonders wichtig. Liegt ein Land bei diesem Indikator unter dem Median wird es dadurch automatisch für MCA-Mittel disqualifiziert. Auf diese Weise sollen nur Länder gefördert werden, die ihre Bereitschaft zu Reformen, einer guten Wirtschaftspolitik und Good Governance gezeigt haben. 

## Autonomie bei der Mittelverwendung
Die Konzentration des MCA auf top performer ermöglicht eine weitgehend autonome Verwendung der Mittel durch die Empfängerländer. Dadurch wird eines der Probleme gelöst, mit dem andere Entwicklungshilfeorganisationen zu kämpfen haben. Da Entwicklungshilfe oft in Länder mit schlechten und korrupten Regierungen fließt, kann die Entwicklungshilfe nur in klar abgegrenzten Projekten verwendet werden, die in den meisten Fällen jedoch nicht nachhaltig sind und keinen Beitrag zur Entwicklung des Empfängerlandes leisten. 
Die MCA-Mittel werden von den MCA-Empfängerländern dagegen eigenständig verwaltet und eingesetzt, wodurch gewährleistet wird, dass sie den Bedürfnissen des Landes entsprechen.

## Kritik von Jeffrey Sachs
Der bekannte amerikanische Entwicklungsökonom kritisiert in seinem Buch „Das Ende der Armut“ die amerikanische Politik unter der Regierung Bush. So fließen etwa nur eine Milliarde Dollar pro Jahr in den Millennium Challenge Account, während der Irakkrieg und seine Folgen an die fünf Milliarden Dollar pro Monat kosten.